# Paul Mathieu (écrivain)
Pour les articles homonymes, voir Mathieu et Paul Mathieu.
 (juillet 2025).
Motif : Critères ?
- Archive Wikiwix
- Bing
- Cairn
- DuckDuckGo
- E. Universalis
- Gallica
- Google
- G. Books
- G. News
- G. Scholar
- Persée
- Qwant
- (zh) Baidu
- (ru) Yandex
- (wd) trouver des œuvres sur Wikidata

| 1. | Préciser le motif de la pose du bandeau. | Précisez le motif de la pose du bandeau en utilisant la syntaxe suivante : {{admissibilité à vérifier\|date=juillet 2025\|motif=remplacez ce texte par le motif}}                            |
| 2. | Informer les utilisateurs concernés.     | Pensez à avertir le créateur de l'article, par exemple, en insérant le code ci-dessous sur sa page de discussion : {{subst:avertissement admissibilité à vérifier\|Paul Mathieu (écrivain)}} |

Paul Mathieu est un écrivain, poète et critique littéraire belgo-luxembourgeois de langue française né le 15 janvier 1963 à Pétange. Il est également professeur de français, d'espagnol et de luxembourgeois à l'Athénée royal d'Athus.
Nic Weber dit à son propos : « La position de cet homme tranquille me semble d’ailleurs reconnue parmi les grands poètes belges »

## Biographie
Paul Mathieu fait ses études en philologie romane à l'Université de Liège, il devient ensuite enseignant à l'Athénée royal d'Athus.
Poète, nouvelliste et critique érudit, Paul Mathieu collabore à plusieurs revues, tant comme poète et nouvelliste que comme critique littéraire dont Pollen d'Azur, Traversées, Sapriphage, Le Journal des poètes, Archipel, Le Jardin d'essai, etc. Il collabore notamment beaucoup avec le Service du Livre Luxembourgeois. Il est membre de l'association des écrivains belges de langue française, de l'Académie luxembourgeoise ainsi que de la confrérie des Maîtres de forges d'Athus. Il habite Guerlange, est marié et a un fils.

## Prix et récompenses
- 1996 : Prix Jean Lebon
- 1999 : Un auteur, Une voix[2]

## Œuvres
- Les sables du silence, poèmes, L'Arbre à Paroles, Amay, 1998.
- Solens, poèmes, Les Cahiers luxembourgeois, Luxembourg, 1998.
- Le Sabre, nouvelle, Chouette Province, Marche-en-Famenne, 1999.
- Le Magasin, nouvelle, Chouette Province, Marche-en-Famenne, 1999.
- Fernand Tomasi, sculpteur de mots, Les Cahiers Luxembourgeois, Luxembourg, 2000.
- Les coquillages, nouvelles, Bruxelles : Memor ; Luxembourg : Les Cahiers luxembourgeois, 2000.
- Les défricheurs de jardins, poèmes, Clapàs, Aguessac, 2000, coll. Franche-lippée. Présentation de Paul Roland.
- Amoroso, poèmes, recueil collectif, Écrits des Hautes-Terres, Hull (Québec), 2001.
- Bordages, poèmes, L'Arbre à Paroles, Amay, 2001.
- Bab, suivi de Byzance, poèmes, La Porte, Laon, 2002.
- La roue, nouvelle, in: Les petites danses de Macabré (collectif), Vents d'Ouest, 2002.
- Dragons de papier, Le Scarabée d'or (édition unique en calligraphie), Guerlange, 2003.
- Marchant de marbre, poèmes, L'Arbre à Paroles, Amay, 2003.
- Terv, poèmes, Pérégrins, Bruxelles, 2004.
- Graviers, poèmes, La Porte, Laon, 2004, coll. Poésie en voyage.
- Le chêne de Goethe, poèmes, Tétras Lyre, Soumagne, 2005.
- Qui distraira le doute ?, poèmes, L'Arbre à Paroles, Amay, 2006.
- En venir au point, poèmes, Éditions Phi, 2009.

## Sources
- Service du livre luxembourgeois